# Lampang (Provinz)
Lampang (Thai: ลำปาง, [lām.pāːŋ]) ist eine Provinz (Changwat) in der Nordregion von Thailand. Die Hauptstadt der Provinz Lampang heißt ebenfalls Lampang.

## Lage
Die Provinz liegt im hohen Norden von Thailand, etwa 600 Kilometer von der Hauptstadt Bangkok entfernt.
Die Topographie wird bestimmt vom Tal des Mae Nam Wang, das von den Berghöhen des Phi Pan Nam-Gebirges gesäumt wird. In den Hochebenen ist Landwirtschaft möglich.
| Angrenzende Provinzen: | Angrenzende Provinzen: |
| ---------------------- | ---------------------- |
| Norden                 | Chiang Rai und Phayao  |
| Osten                  | Phrae und Sukhothai    |
| Süden                  | Tak                    |
| Westen                 | Lamphun und Chiang Mai |

### Wichtige Städte
Nam Cho, Mae Mo, Wiang Mok, Lom Raet

### Wichtige Flüsse

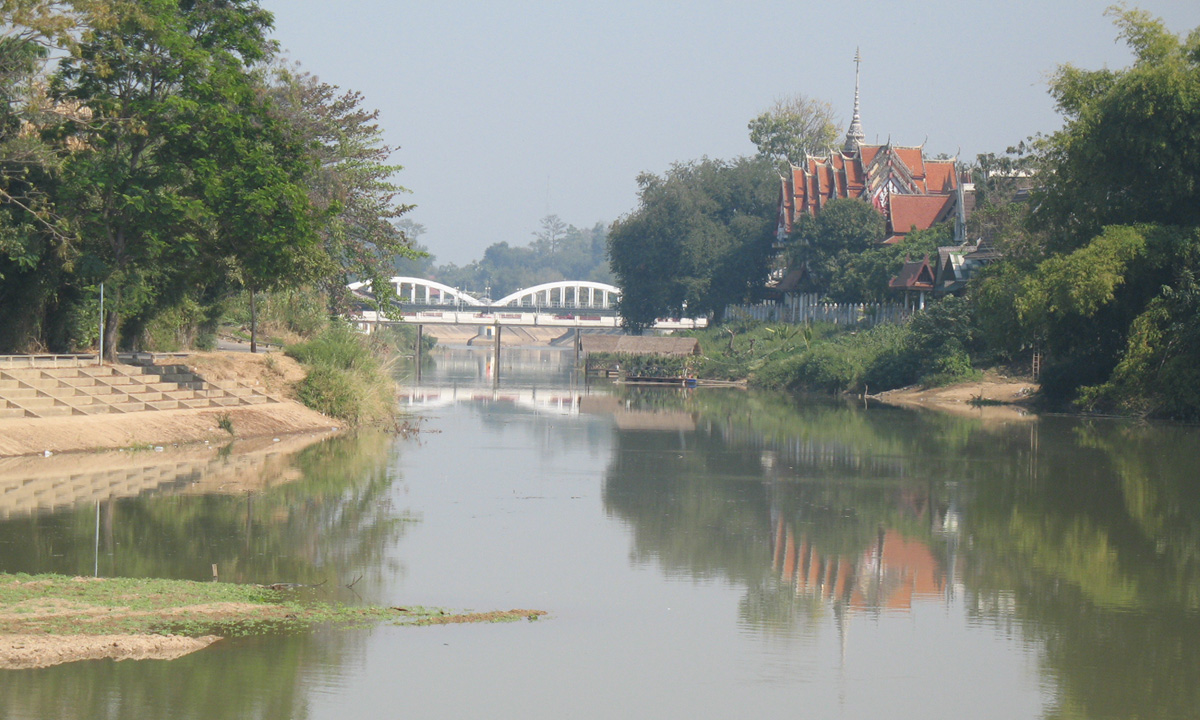
Der Mae Nam Wang in Lampang

- Mae Nam Wang

## Klima
Das Klima ist tropisch-monsunal. Die Regenzeit dauert von Mai bis Oktober, mit einer durchschnittlichen Niederschlagsmenge von etwa 6 mm. Die kühle Jahreszeit beginnt im November und endet etwa im Februar, im Anschluss die heiße Jahreszeit bis Mitte Mai. Die Höchsttemperatur im Jahr 2008 betrug 42,3 °C, die tiefste Temperatur wurde mit 8,8 °C gemessen. An 101 Regentagen fielen in demselben Jahr 977,0 mm Niederschlag.
Die tiefste jemals gemessene Temperatur liegt bei 3,9 °C (1974), die höchste 43,5 °C (1983).

## Wirtschaft und Bedeutung
Das „Gross Provincial Product“ (Bruttoinlandsprodukt) der Provinz betrug im Jahr 2011 59,127 Milliarden Baht, das entspricht 72.169 Baht pro Einwohner. Der Mindestlohn in der Provinz beträgt seit dem 1. April 2012 230 Baht pro Tag (etwa 5 €).  

### Daten
Die unten stehende Tabelle zeigt den Anteil der Wirtschaftszweige am Gross Provincial Product in Prozent:
| Wirtschaftszweig | 2006 | 2007 | 2008 | 2009 |
| ---------------- | ---- | ---- | ---- | ---- |
| Landwirtschaft   | 12,6 | 11,9 | 14,5 | 12,4 |
| Berg-, Tagebau   | 12,0 | 11,1 | 8,4  | 20,7 |
| Industrie        | 21,7 | 22,7 | 22,5 | 19,8 |
| Andere           | 53,7 | 54,3 | 54,6 | 47,1 |

Die am stärksten zur Wirtschaftsleistung der Provinz beitragende Branche war im Jahr 2011 Bergbau und Steingewinnung mit 15,883 Mrd. Baht, gefolgt vom verarbeitenden Gewerbe mit 8,412 Mrd. Baht, Bildung mit 5,172 Mrd. Baht, der Landwirtschaft mit 5,096 Mrd. Baht sowie dem Groß- und Einzelhandel mit 6,972 Mrd. Baht.

### Landnutzung
Für die Provinz ist die folgende Landnutzung dokumentiert:
- Waldfläche: 5.976.040 Rai (9.561,7 km²), 76,3 % der Gesamtfläche
- Landwirtschaftlich genutzte Fläche: 956.706 Rai (1.535,6 km²), 12,3 % der Gesamtfläche
- Nicht klassifizierte Fläche: 897.980 Rai (1.436,8 km²), 11,5 % der Gesamtfläche

### Bodenschätze
Die Provinz Lampang hat sehr viele Bodenschätze, insbesondere Braunkohle, weißer Ton und Marmor. Die Braunkohle dient in Kraftwerken (die größten in Mae Mo und Ngao) zur Elektrizitätserzeugung. Der Ton wird an den berühmten Keramik-Erzeugnissen des Nordens verarbeitet und blau oder braun bemalt. Ein bedeutender Anteil ist zum Export bestimmt. Marmor findet man insbesondere in Thoen und in der Gegend von Mae Phrik.

### Staudämme
- Chae Hom
- Kiu Lom
- Mao Chang

## Verkehr

### Flughafen
- Flughafen Lampang, (IATA-Code: LPT, ICAO-Code: VTCL)

### Eisenbahn
- Bahnhof Lampang (Nordlinie Bangkok – Chiang Mai)

## Geschichte
Lampang (historisch: Nakhon Khelang) war wohl eine frühe Gründung während des Dvaravati-Reiches im 7. Jahrhundert. Sie diente als Schwesterstadt von Hariphunchai (heute Lamphun), der Hauptstadt des Königreiches der Mon. Nach der Eroberung durch die Khmer im 11. Jahrhundert war es der Gründer des Reiches Lan Na, König Mangrai, der 1292 das Reich der Mon einverleibte. In der Folge stritten sich die Birmanen und Siamesen um den Besitz der Gegend, ehe König Taksin im Jahre 1774 für die endgültige Grenzziehung sorgte.

## Sehenswürdigkeiten

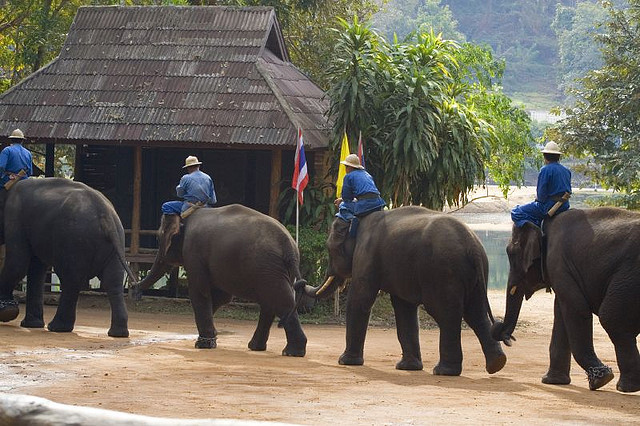
Elefantentraining im Elephant Conservation Center

- Wat Phrathat Lampang Luang – einer der wichtigsten Tempel des Landes
- Elefantentrainingszentrum Hang Chat – weltweit einmaliges Projekt, das als Schule der traditionellen Arbeitselefanten arbeitet.
- Braunkohlevorkommen – Tagebauvorkommen bei Mae Mo, mit Führungen (auch auf Englisch).
- Nationalparks:
  - Nationalpark Doi Chong
  - Nationalpark Chae Son
  - Nationalpark Mae Wa
  - Nationalpark Tham Pha Thai

## Symbole

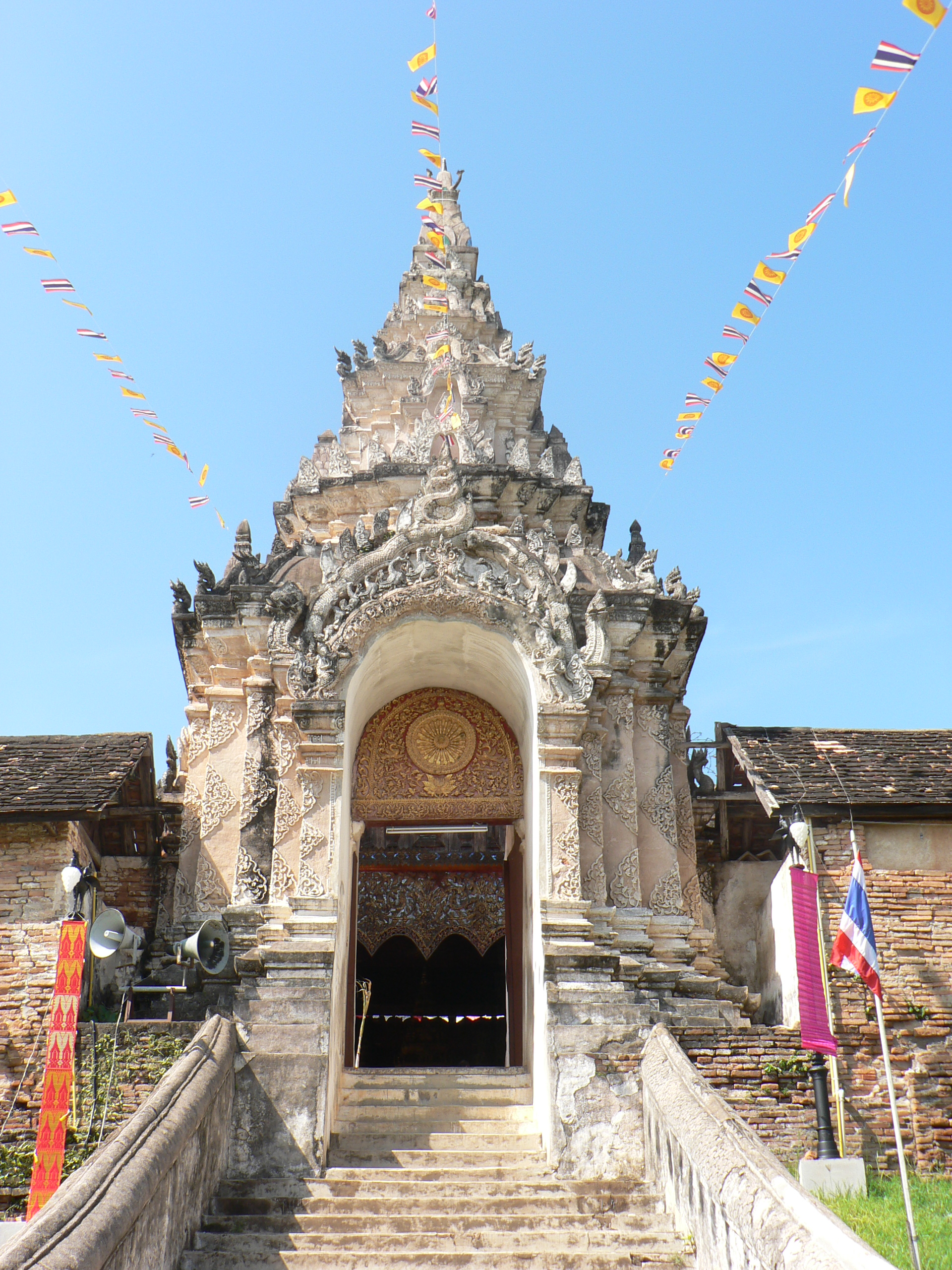
Eingangstor zum Wat Phrathat Lampang Luang

Das Siegel der Provinz zeigt einen weißen Hahn im Eingangstor zum Wat Phrathat Lampang Luang. Die lokale Blume ist die Helikonie (Heliconia sp.), der lokale Baum die Indische Ulme (Holoptelea integriflora).
Der Wahlspruch der Provinz Lampang lautet:
"Das Land der berühmten Kohle,
Mit weit bekannten Pferdekutschen,
Die Stadt des verehrten Schreins Prathat Lampang Luang,
Töpferwaren und Elefantentraining sind weltbekannt."

## Verwaltungseinheiten

### Provinzverwaltung
Die Provinz ist in 13 Amphoe (‚Bezirke‘ oder ‚Landkreise‘) unterteilt. Diese sind weiter in 100 Tambon (‚Unterbezirke‘ oder ‚Gemeinden‘) und 855 Muban (‚Dörfer‘) unterteilt.
| \| Nr. \| Amphoe \| Thai \| \| --- \| -------------- \| ----------------- \| \| 1. \| Mueang Lampang \| (อำเภอ เมืองลำปาง) \| \| 2. \| Mae Mo \| (อำเภอ แม่เมาะ) \| \| 3. \| Ko Kha \| (อำเภอ เกาะคา) \| \| 4. \| Soem Ngam \| (อำเภอ เสริมงาม) \| \| 5. \| Ngao \| (อำเภอ งาว) \| \| 6. \| Chae Hom \| (อำเภอ แจ้ห่ม) \| \| 7. \| Wang Nuea \| (อำเภอ วังเหนือ) \| \| 8. \| Thoen \| (อำเภอ เถิน) \| \| 9. \| Mae Phrik \| (อำเภอ แม่พริก) \| \| 10. \| Mae Tha \| (อำเภอ แม่ทะ) \| \| 11. \| Sop Prap \| (อำเภอ สบปราบ) \| \| 12. \| Hang Chat \| (อำเภอ ห้างฉัตร) \| \| 13. \| Mueang Pan \| (อำเภอ เมืองปาน) \| |                |                   |
| Nr. | Amphoe         | Thai              |
| 1. | Mueang Lampang | (อำเภอ เมืองลำปาง) |
| 2. | Mae Mo         | (อำเภอ แม่เมาะ)    |
| 3. | Ko Kha         | (อำเภอ เกาะคา)    |
| 4. | Soem Ngam      | (อำเภอ เสริมงาม)   |
| 5. | Ngao           | (อำเภอ งาว)       |
| 6. | Chae Hom       | (อำเภอ แจ้ห่ม)      |
| 7. | Wang Nuea      | (อำเภอ วังเหนือ)    |
| 8. | Thoen          | (อำเภอ เถิน)       |
| 9. | Mae Phrik      | (อำเภอ แม่พริก)     |
| 10. | Mae Tha        | (อำเภอ แม่ทะ)      |
| 11. | Sop Prap       | (อำเภอ สบปราบ)    |
| 12. | Hang Chat      | (อำเภอ ห้างฉัตร)    |
| 13. | Mueang Pan     | (อำเภอ เมืองปาน)   |

### Lokalverwaltung
Für das ganze Gebiet der Provinz besteht eine Provinz-Verwaltungsorganisation (องค์การบริหารส่วนจังหวัด, kurz อบจ., Ongkan Borihan suan Changwat; englisch Provincial Administrative Organization, PAO).
In der Provinz gibt es eine Großstadt (เทศบาลนคร – Thesaban Nakhon) Lampang (เทศบาลนครลำปาง), eine Stadt (เทศบาลเมือง – Thesaban Mueang): Khelang Nakhon (เทศบาลเมืองเขลางค์นคร), und 21 Kleinstädte (เทศบาลตำบล – Thesaban Tambon).